# Collebeato
Collebeato là một đô thị thuộc tỉnh Brescia trong vùng Lombardia ở Ý. Đô thị này có diện tích 5 km², dân số 4709 người.
Đô thị này giáp với các đô thị sau: Brescia, Cellatica, Concesio.